# Winfried Hammelmann

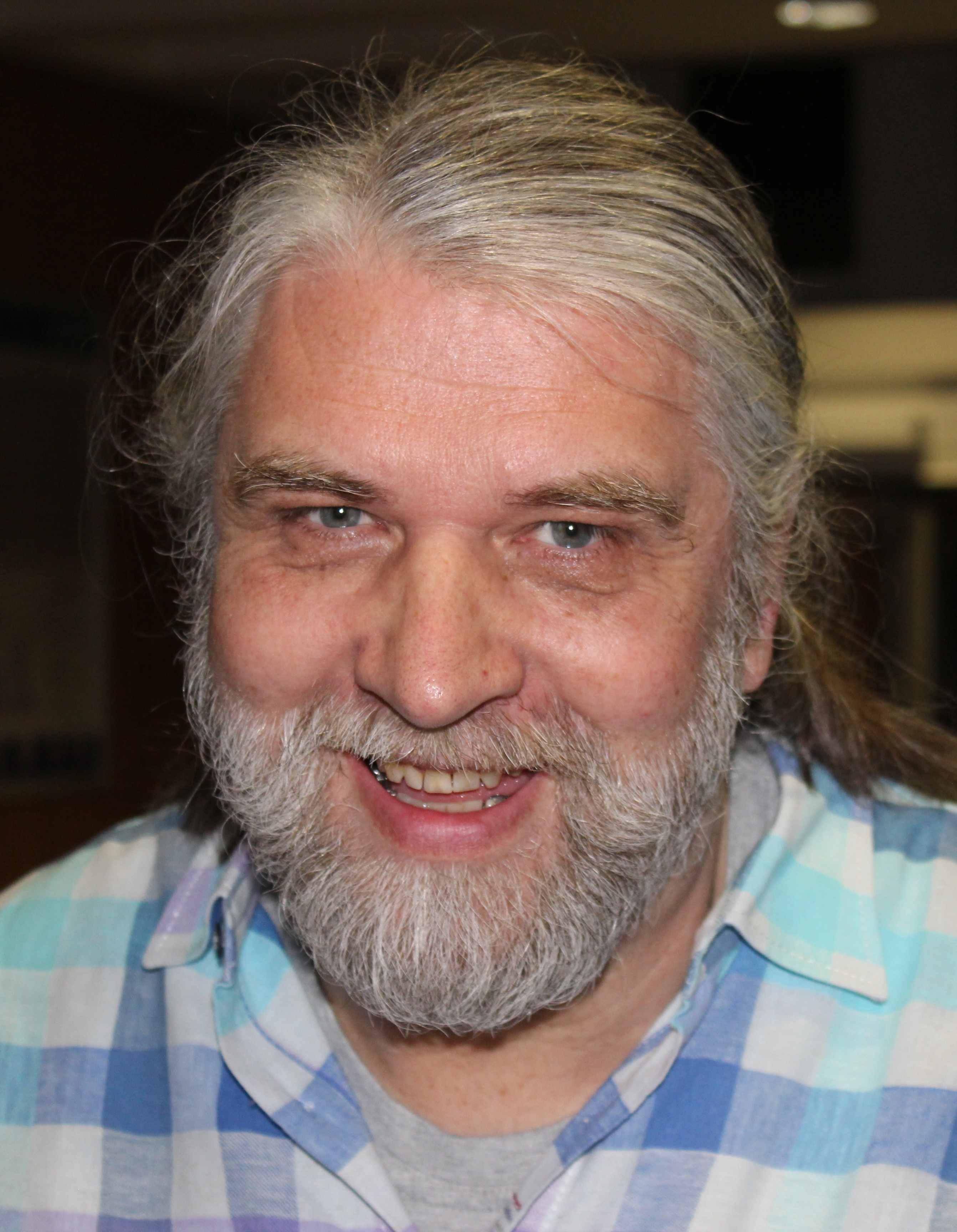
Winfried Hammelmann (2018)

Winfried Hammelmann (* 27. Februar 1959 in Bremen) ist ein deutscher Hörfunkredakteur, Fernsehmoderator, Filmschauspieler und Schriftsteller.

## Biografie
Hammelmann besuchte die St.-Johannis-Schule. Er arbeitete mehr als zehn Jahre in einer Bank, bevor er an der Universität Bremen ein Studium der Germanistik, Kunst und Kulturwissenschaften aufnahm. Bereits während dieser Zeit war Hammelmann für verschiedene Hörfunksender tätig. 1991 wurde er redaktioneller Mitarbeiter bei Radio Bremen. Auf Bremen 4 moderierte er unter anderem mehrere Jahre zusammen mit Markus Rudolph die Sendung Gefühlsecht – die Nacht der Liebe mit Liebesgrüßen und -gedichten, Blind Dates, Talks, Geständnissen und Erkenntnissen rund um Partner- und Freundschaften. Schon bald lag der Schwerpunkt seiner Tätigkeit auf Unterhaltung mit Comicals, satirischen Beiträgen und Straßenumfragen. Im Jahre 1995 übernahm er die Präsentation der Wetterberichte im Regionalnachrichtenmagazin buten un binnen. Seine bis Ende 2002 in Sketchform vorgetragenen Vorhersagen waren äußerst beliebt und machten ihn einem größeren Publikum bekannt. Fünf Jahre darauf entdeckte man ihn für die Rolle des Kriminalassistenten Karlsen in den Bremer Folgen der Kriminalfilmreihe Tatort. Seitdem spielte er regelmäßig an der Seite von Sabine Postel, die die Kriminalhauptkommissarin Inga Lürsen verkörperte. Von 2006 bis zum 25. April 2025 arbeitete Hammelmann auch für das ARD-Morgenmagazin. Dort verarbeitete er alle vier Wochen in der Rubrik Der Abrechner Frechheiten, Versprecher und andere Moderationen satirisch. Für seine Leistung im dreiminütigen Kurzfilm Gabi und Klaus von Deichfilm erhielt er am 8. Februar 2002 im Kino 46 in Bremen im Rahmen des Kurzfilmwettbewerbs „Young Collection“ einen der drei eher ideellen Publikumspreise. Das Preisgeld bestand aus den unter den Künstlern aufgeteilten Eintrittseinnahmen.
In unregelmäßigen Abständen gestaltete Hammelmann ab Januar 2006 im Hörfunkprogramm von Bremen Vier die Sendereihe Karlsens Fälle, in der er seine Tatort-Filmfigur übernimmt. Unter dem Leitsatz „Tagsüber ist er Karlsen, nachts ist er Detective Brian Brain“ lässt Hammelmann seine Figur in nie mehr als zwei Minuten die seltsamsten Fälle lösen. Ebenfalls bei Bremen Vier laufen seit 1995 seine Check up-Interviews mit Prominenten, die die Stadt besuchen und die nur anhand individueller Stichwörter befragt. Diese Interview-Form wird seit 2008 unter dem Titel Hammelmanns Schlaglichter auch bei Funkhaus Europa ausgestrahlt.
Darüber hinaus laufen bzw. liefen seit den 1990er Jahren immer wieder Unterhaltungsserien und -reihen von und mit Hammelmann, darunter einige die im Sendegebiet Kult-Status haben: Depri-Man (nach 15 Jahren abgeschlossen), Der Mixer (Wochenrückblick, nach gut 20 Jahren beendet), Deutschlehrer privat, Hör mal, wer da NICHT spricht.
Seit 2020 fragt Hammelmann für Bremen vier in Straßeninterviews nach der „Entscheidung meines Lebens“, zu der die Passanten einen passenden Song benennen, für Bremen Zwei gestaltet er 14-täglich die Umfrage „100 Sekunden Meinung“.
Im Bremer Oberneuland Magazin schreibt er z. Zt. monatlich seine „Hammelsprünge“ (klassische Satire), „Deichhörnchen und Teichhörnchen“ (Eichhörnchen-Dialog) und „Hammelmanns bunte wirre Fragewelt“ (15 Fragen – ohne Antworten).
Im Sommer 2010 nahm er im Kochwettbewerb gegen Ines Redjeb, Eric Langner und Estefania Küster an der VOX-Fernsehsendung Das perfekte Promi-Dinner teil. 2017 war er Quizkandidat bei „Leuchte des Nordens“ im NDR Fernsehen, zudem hatte er Gastauftritte bei „Zeiglers wunderbare Welt des Fußballs“ (WDR), „Extra 3“ (NDR) und dem Satire-Format „Wumms“ (funk).
Hammelmann ist verheiratet und hat eine erwachsene Stieftochter.

## Veröffentlichungen
Bücher
- mit Sven Northeim: Die Selbstbedienungsrepublik – Steckbriefe: Unsere Skandalpolitiker und ihre Affären. Eichborn Verlag, 1994, ISBN 978-3-8218-1189-5.
- Brian Brain bricht sich einen ab. Schünemann Verlag, Bremen 2007, ISBN 978-3-7961-1899-9.
- Der mit dem Fön diskutiert. Schünemann Verlag, Bremen 2008, ISBN 978-3-7961-1900-2.
- Zeit für Wolke 7. Atlantik Verlag, Hamburg 2018, ISBN 978-3-455-00312-3.
- Hammelsprünge. Pferdesportverlag, Bremen 2022, ISBN 978-3-934624-39-9.

Audio
- Winfried Hammelmann: Hammelmanns wirre Welt. 1997

## Filmografie

### Fernsehen
- 2001: Tatort – Kalte Wut
- 2001: Tatort – Eine unscheinbare Frau
- 2002: Tatort – Endspiel
- 2002: Tatort – Schatten
- 2003: Tatort – Der schwarze Troll
- 2003: Tatort – Die Liebe der Schlachter
- 2004: Tatort – Abschaum
- 2005: Tatort – Scheherazade
- 2005: Tatort – Todesengel
- 2005: Tatort – Requiem
- 2006: Tatort – Stille Tage
- 2007: Tatort – Schwelbrand
- 2007: Tatort – Strahlende Zukunft
- 2009: Tatort – Familienaufstellung
- 2009: Tatort – Schiffe versenken
- 2009: Tatort – Tote Männer
- 2010: Tatort – Königskinder
- 2010: Tatort – Schlafende Hunde
- 2010: Tatort – Kaltes Herz (Gastauftritt)
- 2011: Tatort – Stille Wasser
- 2011: Tatort – Der illegale Tod
- 2012: Tatort – Ordnung im Lot
- 2013: Tatort – Puppenspieler
- 2013: Tatort – Er wird töten
- 2014: Tatort – Brüder
- 2014: Tatort – Alle Meine Jungs
- 2015: Tatort – Die Wiederkehr
- 2015: Tatort – Wer Wind erntet, sät Sturm!
- 2016: Tatort – Der hundertste Affe
- 2016: Tatort – Echolot
- 2017: Tatort – Nachtsicht
- 2017: Tatort – Zurück ins Licht
- 2018: Tatort – Im toten Winkel
- 2018: Tatort – Blut
- 2019: Tatort – Wo ist nur mein Schatz geblieben?

### Kino
- 2004: Kleinruppin forever

### Kurzfilme
- 2002: Gabi und Klaus
- 2004: Die UnsymPaten
- 2004: Ein empfindliches Mädchen
- 2004: Alleine